# 95 a. C.
El año 95 a. C. fue un año del calendario romano prejuliano. En el Imperio romano, fue conocido como el año 659 Ab Urbe condita.

## Acontecimientos

### Por lugar

#### Roma
- Cónsules: Lucio Licinio Craso y Quinto Mucio Escévola

#### Imperio Seléucida
- Filipo I Filadelfo y Antíoco XI Epífanes suceden como co-gobernantes después de la deposición de Seleuco VI Epífanes.

#### Irlanda
- "Estructura de cuarenta metros" en Emain Macha (cerca de la moderna Armagh, Irlanda del Norte) construida y destruida, presumiblemente con fines ceremoniales o rituales.

#### Anatolia
- Tigranes el Grande se convierte en rey de Armenia
- Sima Qian escribe Memorias históricas, la primera historia completa de China.[1]

## Nacimientos
- Marco Porcio Catón, el joven, político romano (fallecido en 46 a. C.)
- Clodia, hija de Apio Claudio Pulcro y Cecilia Metela

## Fallecimientos
- Seleuco VI Epífanes, rey seléucida de Siria
- Tigranes I, rey de Armenia